# Phylleutypa kalmiae
Phylleutypa kalmiae är en svampart som först beskrevs av Peck, och fick sitt nu gällande namn av M.E. Barr 1990. Phylleutypa kalmiae ingår i släktet Phylleutypa och familjen Phyllachoraceae.   Inga underarter finns listade i Catalogue of Life.